# Dynamique des patchs
 (novembre 2021).
La mise en forme du texte ne suit pas les recommandations de Wikipédia : il faut le « wikifier ».
Les points d'amélioration suivants sont les cas les plus fréquents. Le détail des points à revoir est peut-être précisé sur la page de discussion.
- Les titres sont pré-formatés par le logiciel. Ils ne sont ni en capitales, ni en gras.
- Le texte ne doit pas être écrit en capitales (les noms de famille non plus), ni en gras, ni en italique, ni en « petit »…
- Le gras n'est utilisé que pour surligner le titre de l'article dans l'introduction, une seule fois.
- L'italique est rarement utilisé : mots en langue étrangère, titres d'œuvres, noms de bateaux, etc.
- Les citations ne sont pas en italique mais en corps de texte normal. Elles sont entourées par des guillemets français : « et ».
- Les listes à puces sont à éviter, des paragraphes rédigés étant largement préférés. Les tableaux sont à réserver à la présentation de données structurées (résultats, etc.).
- Les appels de note de bas de page (petits chiffres en exposant, introduits par l'outil «  Source ») sont à placer entre la fin de phrase et le point final[comme ça].
- Les liens internes (vers d'autres articles de Wikipédia) sont à choisir avec parcimonie. Créez des liens vers des articles approfondissant le sujet. Les termes génériques sans rapport avec le sujet sont à éviter, ainsi que les répétitions de liens vers un même terme.
- Les liens externes sont à placer uniquement dans une section « Liens externes », à la fin de l'article. Ces liens sont à choisir avec parcimonie suivant les règles définies. Si un lien sert de source à l'article, son insertion dans le texte est à faire par les notes de bas de page.
- La présentation des références doit suivre les conventions bibliographiques. Il est recommandé d'utiliser les modèles {{Ouvrage}}, {{Chapitre}}, {{Article}}, {{Lien web}} et/ou {{Bibliographie}}. Le mode d'édition visuel peut mettre en forme automatiquement les références.
- Insérer une infobox (cadre d'informations à droite) n'est pas obligatoire pour parachever la mise en page.

Pour une aide détaillée, merci de consulter Aide:Wikification.
Si vous pensez que ces points ont été résolus, vous pouvez retirer ce bandeau et améliorer la mise en forme d'un autre article.
La dynamique des patchs est une perspective écologique selon laquelle la structure, la fonction et la dynamique des systèmes écologiques peuvent être comprises par l'étude de leurs patchs (taches) interactifs. La dynamique des patchs, en tant que terme, peut également se référer aux changements spatio-temporels au sein et entre les taches qui composent un paysage. La dynamique des patchs est omniprésente dans les systèmes terrestres et aquatiques, à tous les niveaux d'organisation et à toutes les échelles spatiales. De ce point de vue, les populations, les communautés, les écosystèmes et les paysages peuvent tous être étudiés comme des mosaïques de patchs qui diffèrent par leur taille, leur forme, leur composition, leur histoire et les caractéristiques de leurs limites.
L'idée de la dynamique des patchs remonte aux années 1940, lorsque les phytologues ont étudié la structure et la dynamique de la végétation en fonction des patchs interactives qui la composent. Une théorie mathématique de la dynamique des patchs a été développée par Simon Levin et Robert Paine dans les années 1970, à l'origine pour décrire la structure et la dynamique d'une communauté intertidale en tant que mosaïque de patchs créée et maintenue par les perturbations de la marée. La dynamique des patchs est devenue un thème dominant en écologie entre la fin des années 1970 et les années 1990.
La dynamique des patchs est une approche conceptuelle de l'analyse des écosystèmes et des habitats mettant l'accent sur la dynamique de l'hétérogénéité (en) au sein d'un système, c'est-à-dire que chaque zone d'un écosystème est constituée d'une mosaïque de petits "sous-écosystèmes".
La diversité des patchs d'habitat créée par les régimes de perturbations naturelles est considérée comme essentielle au maintien de cette biodiversité. Un patch d'habitat, c’est toute zone discrète ayant une forme, un espace et une configuration définis, utilisée par une espèce pour se reproduire ou obtenir d'autres ressources. Les mosaïques sont les motifs dans les paysages qui sont composés d'éléments plus petits, tels que des peuplements forestiers individuels, des parcelles d'arbustes, des autoroutes, des fermes ou des villes.

## Patchs et mosaïque
Historiquement, en raison de la courte échelle de temps de l'observation humaine, les paysages en mosaïque étaient perçus comme des modèles statiques de mosaïques de populations humaines. Cette focalisation était centrée sur l'idée que l'état d'une population, d'une communauté ou d'un écosystème particulier pouvait être comprise en étudiant un patch particulier au sein d'une mosaïque. Toutefois, cette perception ne prenait pas en compte les conditions qui interagissent avec les patchs et qui les relient entre eux. En 1979, Bormann et Likens ont inventé l'expression "mosaïque changeante" pour décrire la théorie selon laquelle les paysages changent et fluctuent, et sont en fait dynamiques. Ce phénomène est lié à la bataille de cellules qui se produit dans une boîte de Petri [citation nécessaire].
La dynamique des patchs fait référence au concept selon lequel les paysages sont dynamiques. Un patch peut exister dans trois états : potentiel, actif et dégradé. Les patchs à l'état potentiel sont transformés en patchs actifs par la colonisation du patch par des espèces dispersantes arrivant d'autres patchs actifs ou dégradés. Les patchs passent de l'état actif à l'état dégradé lorsqu'ils sont abandonnés, et les patchs passent de l'état dégradé à l'état actif par un processus de récupération.
L'exploitation forestière, le feu, l'agriculture et le reboisement peuvent tous contribuer au processus de colonisation, et peuvent effectivement modifier la forme du patch. La dynamique des patchs fait également référence aux changements dans la structure, la fonction et la composition des patchs individuels qui peuvent, par exemple, affecter le taux du cycle des nutriments [citation nécessaire].
Les patchs sont également liés. Bien que les patchs puissent être séparés dans l'espace, une migration peut se produire d'un patch à l'autre. Cette migration maintient la population de certains patchs et peut être le mécanisme par lequel certaines espèces végétales se propagent. Cela implique que les systèmes écologiques au sein des paysages sont ouverts, plutôt que fermer et isolés. (Pickett, 2006)

## Les efforts de conservation
La reconnaissance de la dynamique des patchs au sein d'un système est nécessaire à la réussite des efforts de conservation (écologique). Une conservation réussie implique de comprendre comment un patch évolue et de prévoir comment elle sera affectée par des forces externes. Ces externalités comprennent les effets naturels, tels que l'utilisation des terres, les perturbations, la restauration et la succession, et les effets des activités humaines. En un sens, la conservation est le maintien actif de la dynamique des patchs (Pickett, 2006). L'analyse de la dynamique des patchs peut être utilisée pour prévoir les changements dans la biodiversité d'un écosystème. Lorsque des patchs d'espèces peuvent être suivies, il a été démontré que les fluctuations du plus grand patch (l'espèce la plus dominante) peuvent servir d'alerte précoce d'un effondrement de la biodiversité. Cela signifie que si des conditions externes, comme le changement climatique et la fragmentation de l'habitat, modifient la dynamique interne des patchs, une forte réduction de la biodiversité peut être détectée avant qu'elle ne se produise,.